# 西溪 (交溪支流)

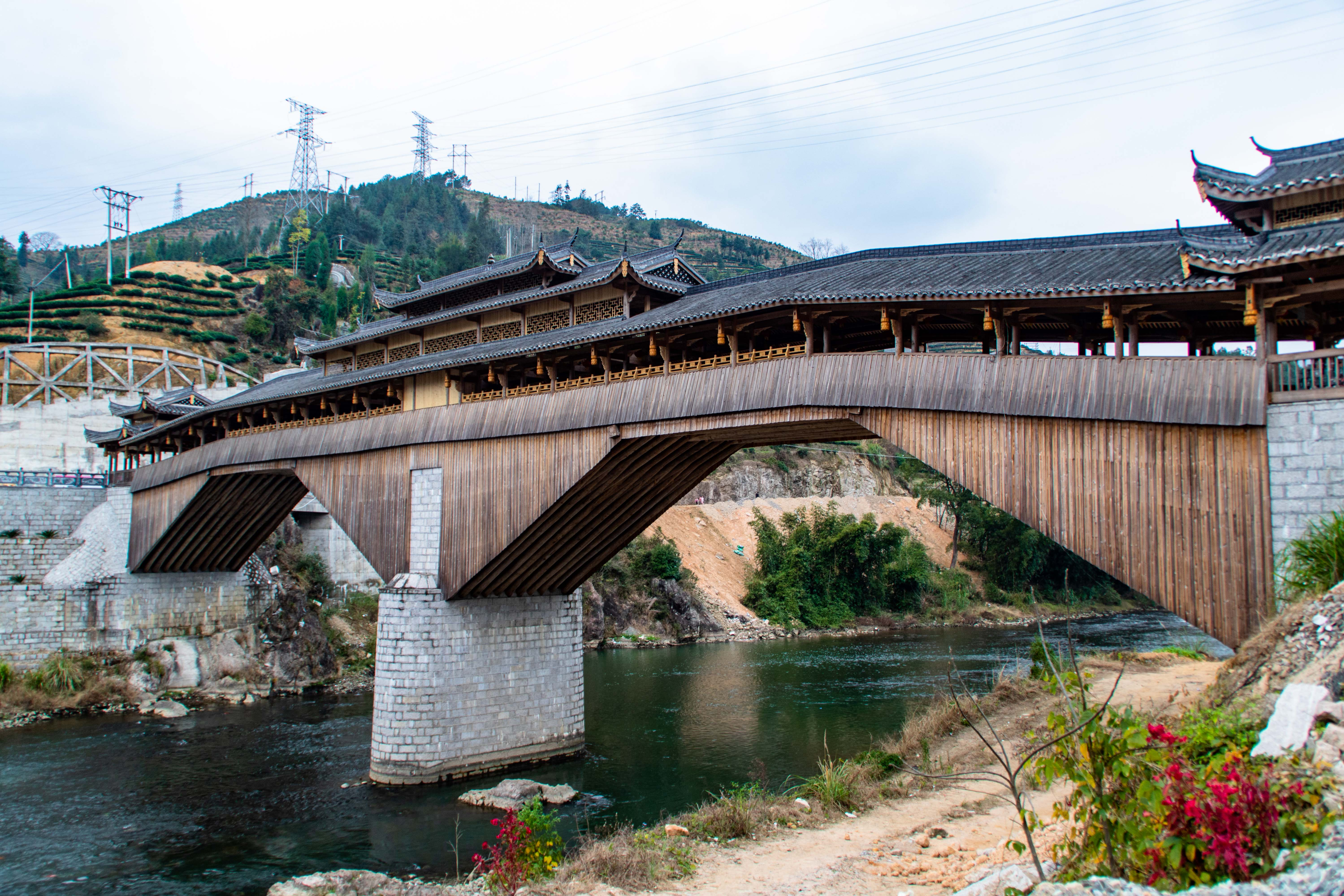
寿宁斜滩镇河段。

西溪，流经中华人民共和国浙江省南部和福建省东北部的一条河流，是交溪右岸支流。源流称八炉溪，发源于浙江省庆元县东南岭头乡杨家庄村西北鹫峰山脉洞宫山南麓，东南流入福建省寿宁县后称九岭溪，经托溪乡，过斜滩镇又称斜滩溪或晓汾溪，过武曲镇后进入福安市，经社口镇，于城阳镇东口村东南汇入交溪。河长105千米，流域面积1178平方千米，河道平均比降5.8‰。